# Европско првенство у каратеу 1998.
Европско првенство у каратеу 1998, 33. издање, одржано је у Београду, од 8. до 10. маја 1998.

## Такмичење (мушкарци)
| Дисциплина    |                  |               |                                   |
| Ката          | Хавиер Хернандез | Лусио Маурино | Ивс Бардру                        |
| Кумите -60 kg | Хакан Јагли      | Дамир Врбанич | Џејсон Леџистер Давид Луке Камачо |